# Amguema (miejscowość)
Amguema (ros. Амгуэма) – wieś w Rosji, w Czukockim Okręgu Autonomicznym, w rejonie iultińskim. W 2021 liczyła 499 mieszkańców.